# Lekkoatletyka na Letnich Igrzyskach Olimpijskich 2012 – bieg na 100 m mężczyzn
Bieg na 100 metrów mężczyzn – jedna z konkurencji lekkoatletycznych rozgrywanych podczas Letnich Igrzysk Olimpijskich 2012 w Londynie.
Konkurencja rozpoczęła się eliminacjami, 4 sierpnia o godzinie 10:00 czasu miejscowego. Finał w którym wyłoniono mistrza olimpijskiego, odbył się dzień później o godzinie 21:50 czasu miejscowego. Zawody odbyły się na Stadionie Olimpijskim w Londynie.
Złoty medal zdobył Jamajczyk Usain Bolt z czasem 9,63 s, ustanawiając nowy rekord olimpijski. Wicemistrzem olimpijskim został jego rodak, Yohan Blake. Trzecie miejsce zajął Amerykanin Justin Gatlin.

## Rekordy
Tabela przedstawia najlepsze wyniki, które uzyskali zawodnicy na świecie, igrzyskach olimpijskich oraz na każdym kontynencie. Stan z dnia 27 lipca 2012 roku.
| Nazwa                                          | Zawodnik               | Czas    | Miejsce  | Data       |
| ---------------------------------------------- | ---------------------- | ------- | -------- | ---------- |
| Rekord świata                                  | Usain Bolt (JAM)       | 9,58 s  | Berlin   | 16.08.2009 |
| Rekord olimpijski                              | Usain Bolt (JAM)       | 9,69 s  | Pekin    | 16.08.2008 |
| Lider list światowych 2012                     | Yohan Blake (JAM)      | 9,75 s  | Kingston | 30.06.2012 |
| Rekord Afryki                                  | Olusoji Fasuba (NGR)   | 9,85 s  | Ateny    | 12.05.2006 |
| Rekord Ameryki Południowej                     | Robson da Silva (BRA)  | 10,00 s | Meksyk   | 22.07.1988 |
| Rekord Ameryki Północnej, Środkowej i Karaibów | Usain Bolt (JAM)       | 9,58 s  | Berlin   | 16.08.2009 |
| Rekord Azji                                    | Samuel Francis (QAT)   | 9,99 s  | Amman    | 26.07.2007 |
| Rekord Europy                                  | Francis Obikwelu (POR) | 9,86 s  | Ateny    | 22.08.2004 |
| Rekord Oceanii                                 | Patrick Johnson (AUS)  | 9,93 s  | Mito     | 05.05.2003 |

## Terminarz
| Data            | Godzina (UTC+1) | Wydarzenie            |
| --------------- | --------------- | --------------------- |
| 4 sierpnia 2012 | 10:00 12:30     | Preeliminacje Runda 1 |
| 5 sierpnia 2012 | 19:45           | Półfinały             |
| 5 sierpnia 2012 | 21:50           | Finał                 |

## Wyniki
| Poz. – pozycja |
| OR – rekord olimpijski \| NR – rekord krajowy \| PB – rekord życiowy \| =PB – wyrównany rekord życiowy \| SB – najlepszy wynik w sezonie \| =SB – wyrównany najlepszy wynik w sezonie |
| DNS – nie wystartował \| DNF – dyskwalifikacja za falstart |
| * wyniki podawane w sekundach |

### Preeliminacje

#### Wyścig 1
Godzina: 10:00

Wiatr: 0,9 m/s
| Poz. | Imię i nazwisko           | Narodowość                        | Tor | Reakcja | Wynik | Uwagi | Kwal. |
| ---- | ------------------------- | --------------------------------- | --- | ------- | ----- | ----- | ----- |
| 1    | Artur Bruno Rojas         | Boliwia                           | 3   | 0,162   | 10,62 |       | Q     |
| 2    | Devilert Arsene Kimbembe  | Kongo                             | 7   | 0,143   | 10,68 | SB    | Q     |
| 3    | Holder da Silva           | Gwinea Bissau                     | 4   | 0,168   | 10,69 | SB    | q     |
| 4    | Joseph Andy Lui           | Tonga                             | 8   | 0,184   | 11,17 |       |       |
| 5    | Mohan Khan                | Bangladesz                        | 6   | 0,149   | 11,25 | PB    |       |
| 6    | Kilakone Siphonexay       | Laos                              | 5   | 0,174   | 11,30 |       |       |
| 7    | Christopher Lima da Costa | Wyspy Świętego Tomasza i Książęca | 2   | 0,195   | 11,56 | PB    |       |

#### Wyścig 2
Godzina: 10:08

Wiatr: 0,9 m/s
| Poz. | Imię i nazwisko     | Narodowość      | Tor | Reakcja | Wynik | Uwagi | Kwal. |
| ---- | ------------------- | --------------- | --- | ------- | ----- | ----- | ----- |
| 1    | Jurgen Themen       | Surinam         | 5   | 0,158   | 10,55 |       | Q     |
| 2    | Fernando Lumain     | Indonezja       | 4   | 0,155   | 10,80 | =SB   | Q     |
| 3    | Wilfried Bingangoye | Gabon           | 2   | 0,239   | 10,89 |       |       |
| 4    | Liaqat Ali          | Pakistan        | 8   | 0,169   | 10,90 |       |       |
| 5    | Rodman Teltull      | Palau           | 6   | 0,171   | 11,06 | PB    |       |
| 6    | Tavevele Noa        | Tuvalu          | 7   | 0,180   | 11,55 |       |       |
| 7    | Timi Garstang       | Wyspy Marshalla | 3   | 0,162   | 12,81 |       |       |

#### Wyścig 3
Godzina: 10:16

Wiatr: 1,7 m/s
| Poz. | Imię i nazwisko       | Narodowość                   | Tor | Reakcja | Wynik | Uwagi | Kwal. |
| ---- | --------------------- | ---------------------------- | --- | ------- | ----- | ----- | ----- |
| 1    | Béranger-Aymard Bossé | Republika Środkowoafrykańska | 6   | 0,162   | 10,55 |       | Q     |
| 2    | Yeo Foo Ee            | Singapur                     | 8   | 0,159   | 10,57 | PB    | Q     |
| 3    | Azneem Ahmed          | Malediwy                     | 4   | 0,153   | 10,79 | NR    | q     |
| 4    | J'maal Alexander      | Brytyjskie Wyspy Dziewicze   | 3   | 0,163   | 10,92 |       |       |
| 5    | John Howard           | Mikronezja                   | 5   | 0,203   | 11,05 |       |       |
| 6    | Chris Meke Walasi     | Wyspy Salomona               | 2   | 0,164   | 11,42 |       |       |
| 7    | Elama Fa'atonu        | Samoa Amerykańskie           | 7   | 0,170   | 11,48 | PB    |       |

#### Wyścig 4
Godzina: 10:24

Wiatr: 0,5 m/s
| Poz. | Imię i nazwisko        | Narodowość                | Tor | Reakcja | Wynik | Uwagi | Kwal. |
| ---- | ---------------------- | ------------------------- | --- | ------- | ----- | ----- | ----- |
| 1    | Gérard Kobéané         | Burkina Faso              | 3   | 0,194   | 10,42 | SB    | Q     |
| 2    | Fabrice Coiffic        | Mauritius                 | 8   | 0,149   | 10,62 |       | Q     |
| 3    | Courtney Carl Williams | Saint Vincent i Grenadyny | 6   | 0,164   | 10,80 | PB    |       |
| 4    | Rachid Chouhal         | Malta                     | 2   | 0,160   | 10,83 | =SB   |       |
| 5    | Tilak Ram Tharu        | Nepal                     | 5   | 0,156   | 10,85 | PB    |       |
| 6    | Massoud Azizi          | Afganistan                | 9   | 0,167   | 11,19 |       |       |
| 7    | Nooa Takooa            | Kiribati                  | 7   | 0,155   | 11,53 | PB    |       |
| 8    | Patrick Tuara          | Wyspy Cooka               | 4   | 0,165   | 11,72 |       |       |

### Runda 1

#### Wyścig 1
Godzina: 12:30

Wiatr: -1,4 m/s
| Poz. | Imię i nazwisko       | Narodowość        | Tor | Reakcja | Wynik | Uwagi | Kwal. |
| ---- | --------------------- | ----------------- | --- | ------- | ----- | ----- | ----- |
| 1    | Tyson Gay             | Stany Zjednoczone | 7   | 0,147   | 10,08 |       | Q     |
| 2    | Richard Thompson      | Trynidad i Tobago | 6   | 0,151   | 10,14 |       | Q     |
| 3    | Gerald Phiri          | Zambia            | 8   | 0,147   | 10,16 | SB    | Q     |
| 4    | Jaysuma Saidy Ndure   | Norwegia          | 4   | 0,166   | 10,28 |       |       |
| 5    | Ángel David Rodríguez | Hiszpania         | 5   | 0,168   | 10,34 |       |       |
| 6    | Jurgen Themen         | Surinam           | 3   | 0,169   | 10,53 |       |       |
| 7    | Isidro Montoya        | Kolumbia          | 9   | 0,165   | 10,54 |       |       |
| 8    | Yeo Foo Ee            | Singapur          | 2   | 0,144   | 10,69 |       |       |

#### Wyścig 2
Godzina: 12:38

Wiatr: 0,7 m/s
| Poz. | Imię i nazwisko           | Narodowość        | Tor | Reakcja | Wynik | Uwagi | Kwal. |
| ---- | ------------------------- | ----------------- | --- | ------- | ----- | ----- | ----- |
| 1    | Justin Gatlin             | Stany Zjednoczone | 4   | 0,200   | 9,97  |       | Q     |
| 2    | Derrick Atkins            | Bahamy            | 6   | 0,179   | 10,22 |       | Q     |
| 3    | Rondel Sorrillo           | Trynidad i Tobago | 5   | 0,148   | 10,23 |       | Q     |
| 4    | Dariusz Kuć               | Polska            | 8   | 0,163   | 10,24 |       |       |
| 5    | Nílson Andrè              | Brazylia          | 9   | 0,172   | 10,26 | SB    |       |
| 6    | Masashi Eriguchi          | Japonia           | 7   | 0,144   | 10,30 |       |       |
| 7    | Barakat Mubarak al-Harthi | Oman              | 3   | 0,152   | 10,41 |       |       |
| 8    | Fernando Lumain           | Indonezja         | 2   | 0,162   | 10,90 |       |       |

#### Wyścig 3
Godzina: 12:46

Wiatr: 1,5 m/s
| Poz. | Imię i nazwisko       | Narodowość                   | Tor | Reakcja | Wynik | Uwagi | Kwal. |
| ---- | --------------------- | ---------------------------- | --- | ------- | ----- | ----- | ----- |
| 1    | Ryan Bailey           | Stany Zjednoczone            | 7   | 0,177   | 9,88  | =PB   | Q     |
| 2    | Ben Youssef Meité     | Wybrzeże Kości Słoniowej     | 8   | 0,174   | 10,06 | NR    | Q     |
| 3    | Justyn Warner         | Kanada                       | 6   | 0,149   | 10,09 | PB    | Q     |
| 4    | Kemar Hyman           | Kajmany                      | 4   | 0,150   | 10,16 |       | q     |
| 5    | Suwaibou Sanneh       | Gambia                       | 9   | 0,176   | 10,21 | NR    | q     |
| 6    | Rytis Sakalauskas     | Litwa                        | 5   | 0,178   | 10,29 |       |       |
| 7    | Béranger-Aymard Bossé | Republika Środkowoafrykańska | 3   | 0,170   | 10,55 |       |       |
| 8    | Artur Bruno Rojas     | Boliwia                      | 2   | 0,154   | 10,65 |       |       |

#### Wyścig 4
Godzina: 12:54

Wiatr: 0,4 m/s
| Poz. | Imię i nazwisko           | Narodowość          | Tor | Reakcja | Wynik | Uwagi | Kwal. |
| ---- | ------------------------- | ------------------- | --- | ------- | ----- | ----- | ----- |
| 1    | Usain Bolt                | Jamajka             | 7   | 0,178   | 10,09 |       | Q     |
| 2    | Daniel Bailey             | Antigua i Barbuda   | 5   | 0,162   | 10,12 |       | Q     |
| 3    | James Dasaolu             | Wielka Brytania     | 6   | 0,174   | 10,13 | SB    | Q     |
| 4    | Amr Ibrahim Mostafa Seoud | Egipt               | 3   | 0,164   | 10,22 | SB    |       |
| 5    | Jason Rogers              | Saint Kitts i Nevis | 4   | 0,177   | 10,30 |       |       |
| 6    | Ogho-Oghene Egwero        | Nigeria             | 8   | 0,174   | 10,38 |       |       |
| 7    | Holder da Silva           | Gwinea Bissau       | 2   | 0,182   | 10,71 |       |       |
| 8 !  | Idrissa Adam              | Kamerun             | 9   | 0,206   | DNF   |       |       |

#### Wyścig 5
Godzina: 13:02

Wiatr: 0,0 m/s
| Poz. | Imię i nazwisko          | Narodowość      | Tor | Reakcja | Wynik | Uwagi | Kwal. |
| ---- | ------------------------ | --------------- | --- | ------- | ----- | ----- | ----- |
| 1    | Asafa Powell             | Jamajka         | 7   | 0,166   | 10,04 |       | Q     |
| 2    | Adam Gemili              | Wielka Brytania | 4   | 0,156   | 10,11 |       | Q     |
| 3    | Churandy Martina         | Holandia        | 6   | 0,168   | 10,20 |       | Q     |
| 4    | Reza Ghasemi             | Iran            | 9   | 0,148   | 10,31 |       |       |
| 5    | Obinna Metu              | Nigeria         | 5   | 0,153   | 10,35 |       |       |
| 6    | Ramon Gittens            | Barbados        | 8   | 0,162   | 10,35 |       |       |
| 7    | Paul Williams            | Grenada         | 2   | 0,168   | 10,65 |       |       |
| 8    | Devilert Arsene Kimbembe | Kongo           | 3   | 0,157   | 10,94 |       |       |

#### Wyścig 6
Godzina: 13:10

Wiatr: 1,3 m/s
| Poz. | Imię i nazwisko | Narodowość               | Tor | Reakcja | Wynik | Uwagi | Kwal. |
| ---- | --------------- | ------------------------ | --- | ------- | ----- | ----- | ----- |
| 1    | Yohan Blake     | Jamajka                  | 5   | 0,175   | 10,00 |       | Q     |
| 2    | Ryōta Yamagata  | Japonia                  | 7   | 0,149   | 10,07 | PB    | Q     |
| 3    | Su Bingtian     | Chińska Republika Ludowa | 3   | 0,162   | 10,19 | SB    | Q     |
| 4    | Antoine Adams   | Saint Kitts i Nevis      | 6   | 0,154   | 10,22 |       | q     |
| 5    | Peter Emelieze  | Nigeria                  | 9   | 0,153   | 10,22 | SB    |       |
| 6    | Jeremy Bascom   | Gujana                   | 8   | 0,135   | 10,31 |       |       |
| 7    | Marek Niit      | Estonia                  | 4   | 0,158   | 10,40 |       |       |
| 8    | Azneem Ahmed    | Malediwy                 | 2   | 0,157   | 10,84 |       |       |

#### Wyścig 7
Godzina: 13:18

Wiatr: 2,0 m/s
| Poz. | Imię i nazwisko | Narodowość          | Tor | Reakcja | Wynik | Uwagi | Kwal. |
| ---- | --------------- | ------------------- | --- | ------- | ----- | ----- | ----- |
| 1    | Dwain Chambers  | Wielka Brytania     | 9   | 0,157   | 10,02 | SB    | Q     |
| 2    | Jimmy Vicaut    | Francja             | 6   | 0,196   | 10,11 | SB    | Q     |
| 3    | Keston Bledman  | Trynidad i Tobago   | 5   | 0,195   | 10,13 |       | Q     |
| 4    | Warren Fraser   | Bahamy              | 7   | 0,171   | 10,27 |       |       |
| 5    | Miguel López    | Portoryko           | 8   | 0,145   | 10,31 |       |       |
| 6    | Gérard Kobéané  | Burkina Faso        | 2   | 0,186   | 10,48 |       |       |
| 7    | Fabrice Coiffic | Mauritius           | 3   | 0,165   | 10,59 |       |       |
| 8 !  | Kim Collins     | Saint Kitts i Nevis | 4   | 1 !     | DNS   |       |       |

### Półfinały

#### Wyścig 1
Godzina: 12:30

Wiatr: -1,4 m/s
| Poz. | Imię i nazwisko   | Narodowość               | Tor | Reakcja | Wynik | Uwagi | Kwal. |
| ---- | ----------------- | ------------------------ | --- | ------- | ----- | ----- | ----- |
| 1    | Justin Gatlin     | Stany Zjednoczone        | 7   | 0,187   | 9,82  |       | Q     |
| 2    | Churandy Martina  | Holandia                 | 2   | 0,148   | 9,91  | NR    | Q     |
| 3    | Asafa Powell      | Jamajka                  | 4   | 0,155   | 9,94  |       | q     |
| 4    | Keston Bledman    | Trynidad i Tobago        | 8   | 0,175   | 10,04 |       |       |
| 5    | Ben Youssef Meité | Wybrzeże Kości Słoniowej | 6   | 0,163   | 10,13 |       |       |
| 6    | Jimmy Vicaut      | Francja                  | 5   | 0,203   | 10,16 |       |       |
| 7    | James Dasaolu     | Wielka Brytania          | 9   | 0,174   | 10,18 |       |       |
| 8    | Suwaibou Sanneh   | Gambia                   | 3   | 0,175   | 10,18 | NR    |       |

#### Wyścig 2
Godzina: 19:53

Wiatr: 1,0 m/s
| Poz. | Imię i nazwisko  | Narodowość               | Tor | Reakcja | Wynik | Uwagi | Kwal. |
| ---- | ---------------- | ------------------------ | --- | ------- | ----- | ----- | ----- |
| 1    | Usain Bolt       | Jamajka                  | 4   | 0,180   | 9,87  |       | Q     |
| 2    | Ryan Bailey      | Stany Zjednoczone        | 7   | 0,155   | 9,96  |       | Q     |
| 3    | Richard Thompson | Trynidad i Tobago        | 8   | 0,158   | 10,02 |       | q     |
| 4    | Dwain Chambers   | Wielka Brytania          | 5   | 0,154   | 10,05 |       |       |
| 5    | Gerald Phiri     | Zambia                   | 9   | 0,165   | 10,11 | SB    |       |
| 6    | Daniel Bailey    | Antigua i Barbuda        | 6   | 0,142   | 10,16 |       |       |
| 7    | Antoine Adams    | Saint Kitts i Nevis      | 2   | 0,159   | 10,27 |       |       |
| 8    | Su Bingtian      | Chińska Republika Ludowa | 3   | 0,157   | 10,28 |       |       |

#### Wyścig 3
Godzina: 20:01

Wiatr: 1,7 m/s
| Poz. | Imię i nazwisko | Narodowość        | Tor | Reakcja | Wynik | Uwagi | Kwal. |
| ---- | --------------- | ----------------- | --- | ------- | ----- | ----- | ----- |
| 1    | Yohan Blake     | Jamajka           | 6   | 0,176   | 9,85  |       | Q     |
| 2    | Tyson Gay       | Stany Zjednoczone | 4   | 0,151   | 9,90  |       | Q     |
| 3    | Adam Gemili     | Wielka Brytania   | 7   | 0,158   | 10,06 |       |       |
| 4    | Derrick Atkins  | Bahamy            | 8   | 0,164   | 10,08 | SB    |       |
| 5    | Justyn Warner   | Kanada            | 9   | 0,135   | 10,09 | =PB   |       |
| 6    | Ryōta Yamagata  | Japonia           | 5   | 0,158   | 10,10 |       |       |
| 7    | Rondel Sorrillo | Trynidad i Tobago | 3   | 0,140   | 10,31 |       |       |
| 8 !  | Kemar Hyman     | Kajmany           | 2   | 1 !     | DNS   |       |       |

### Finał
Godzina: 21:50

Wiatr: 1,5 m/s
| Poz.   | Imię i nazwisko  | Narodowość        | Tor | Reakcja | Wynik | Uwagi |
| ------ | ---------------- | ----------------- | --- | ------- | ----- | ----- |
| złoto  | Usain Bolt       | Jamajka           | 7   | 0,165   | 9,63  | OR    |
| srebro | Yohan Blake      | Jamajka           | 5   | 0,179   | 9,75  | =PB   |
| brąz   | Justin Gatlin    | Stany Zjednoczone | 6   | 0,178   | 9,79  | PB    |
| 4      | Tyson Gay        | Stany Zjednoczone | 4   | 0,145   | 9,80  | SB    |
| 5      | Ryan Bailey      | Stany Zjednoczone | 8   | 0,176   | 9,88  | =PB   |
| 6      | Churandy Martina | Holandia          | 9   | 0,139   | 9,94  |       |
| 7      | Richard Thompson | Trynidad i Tobago | 2   | 0,160   | 9,98  |       |
| 8      | Asafa Powell     | Jamajka           | 3   | 0,155   | 11,99 |       |